# Repinaldo de Liébana
Repinaldo de Liébana es el nombre de una variedad cultivar de manzano (Malus domestica). Esta manzana está cultivada en la colección de germoplasma de manzanas del CSIC. Así mismo está cultivada en diversos viveros entre ellos algunos dedicados a conservación de árboles frutales en peligro de desaparición. Esta manzana es originaria de Cantabria, donde tuvo su mejor época de cultivo comercial antes de la década de 1960, y actualmente en menor medida aún se encuentra.

## Sinónimos
- "Manzana Repinaldo de Liébana",[6][8][9]

## Historia
La comarca de Liébana está enclavada en los Picos de Europa. Su orografía escarpada situada en una especie de gran hoya entre murallones de piedra caliza ha permitido un microclima más cálido y seco que el resto de Cantabria. Gracias a la mayor cantidad de horas de exposición de sol y menores precipitaciones la manzana de Liébana tiene unas propiedades especiales destacando un sabor mucho más intenso, menor acidez y mayor cantidad de azúcar Todas estas características se transmiten a la elaboración de la sidra, que tiene un sabor diferencial con respecto al resto de las sidras de la zona, ya que es menos ácida, tiene una mayor cantidad de alcohol (7%) y posee un sabor intenso a manzana.
'Repinaldo de Liébana' está considerada incluida en las variedades locales autóctonas muy antiguas, cuyo cultivo se centraba en comarcas muy definidas. Se caracterizaban por su buena adaptación a sus ecosistemas y podrían tener interés genético en virtud de su adaptación. Se encontraban diseminadas por todas las regiones fruteras españolas, aunque eran especialmente frecuentes en la España húmeda. Estas se podían clasificar en dos subgrupos: de mesa y de sidra (aunque algunas tenían aptitud mixta).
'Repinaldo de Liébana' es una variedad mixta, clasificada como de mesa, también se utiliza en la elaboración de sidra; difundido su cultivo en el pasado por los viveros comerciales y cuyo cultivo en la actualidad se ha reducido a huertos familiares y jardines privados.

## Características
El manzano de la variedad 'Repinaldo de Liébana' tiene un vigor medio; florece a inicios de mayo; tubo del cáliz ancho y cónico, con iniciado embudo de tubo corto, y con los estambres situados por la mitad.
La variedad de manzana 'Repinaldo de Liébana' tiene un fruto de tamaño medio; forma variable, ovoide irregular, tangente inclinada en la zona del ojo, y con contorno elíptico o pentagonal redondeado; piel fuerte semi-brillante; con color de fondo amarillo limón, sobre color fuerte, color del sobre color rojo, reparto del sobre color en chapa / rayas, presentando chapa rojo vivo en la zona de insolación y sobre la misma un barreado más oscuro, acusa punteado pequeño, denso y de tono blanquinoso, y una sensibilidad al "russeting" (pardeamiento áspero superficial que presentan algunas variedades) débil; pedúnculo hundido en la cavidad y raras veces roza los bordes, anchura de la cavidad peduncular estrecha, profundidad profunda, con bordes ondulados con chapa ruginosa en el fondo, de color verde marrón, y con importancia del "russeting" en cavidad peduncular débil; anchura de la cavidad calicina estrecha, profundidad de la cav. calicina profunda, arrugada desde el fondo y formando suaves mamelones en el borde, y con importancia del "russeting" en cavidad calicina débil; ojo, grande y abierto; sépalos largos, de forma triangular.
Carne de color crema-amarillo; textura dura, poco jugosa; sabor dulce, pero deja un suave tinte astringente; corazón enmarcado por las líneas del corazón; eje cerrado o entreabierto; celdas cortas y redondeadas, divergentes, puntiagudas en la inserción, cartilaginosas con rayas blancas; semillas gruesas o bien pequeñas y elípticas.
La manzana 'Repinaldo de Liébana' tiene una época de maduración y recolección tardía de otoño-invierno, se recolecta desde finales de octubre hasta finales de noviembre. Tiene uso mixto pues se usa como manzana de mesa fresca, y también como manzana para elaboración de sidra.